# 浜佐呂間駅

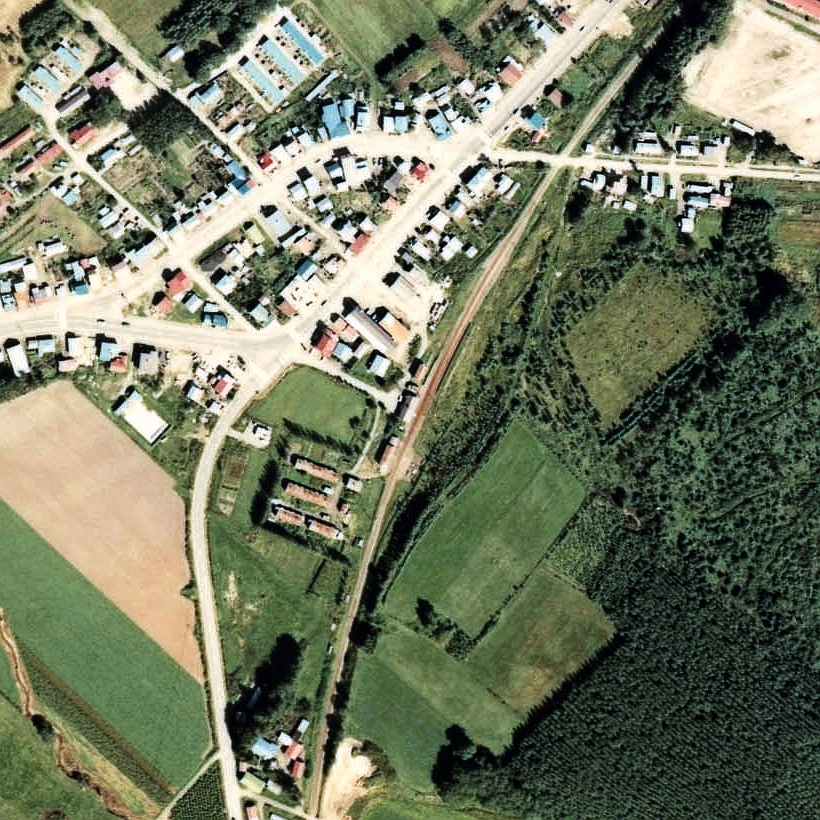
1977年の浜佐呂間駅と周囲約500m範囲。右上が網走方面。千鳥式ホーム2面2線、駅舎横の貨物ホームに引込み線を有している。この時点ではまだ無人化されていないが、相対側ホームはすでに草生している。駅の中湧別側に建てられた数軒の職員官舎が目立つ。

浜佐呂間駅（はまさろまえき）は、かつて北海道（網走支庁）常呂郡佐呂間町字浜佐呂間に設置されていた、日本国有鉄道（国鉄）湧網線の駅（廃駅）である。電報略号はサロ。事務管理コードは▲122407。

## 歴史
- 1952年（昭和27年）12月6日 - 日本国有鉄道湧網東線の常呂駅 - 当駅間延伸開通に伴い、下佐呂間駅（しもさろまえき）として開業[1]。一般駅[1]。
- 1953年（昭和28年）10月22日 - 佐呂間駅 - 当駅間の延伸開通に伴い、中間駅となる。また、中湧別駅 - 網走駅間全通に伴い路線名を湧網線に改称し、それにより同線の駅となる。
- 1963年（昭和38年）10月1日 - 浜佐呂間駅に改称[1]。
- 1972年（昭和47年）2月8日 - 貨物の取り扱いを廃止[1]。
- 1982年（昭和57年）3月29日 - 荷物の取り扱いを廃止し[1]、同時に無人駅化[3]（簡易委託駅化）。
- 1987年（昭和62年）3月20日 -  湧網線の全線廃止に伴い、廃駅となる[1]。

### 駅名の由来
当駅が所在していた地名より。地名は、佐呂間より浜に近いために「浜」を冠した。
旧駅名の下佐呂間（しもさろま）は、佐呂間より佐呂間別の下流に位置していたため、「下」を冠した。

## 駅構造
廃止時点で、1面1線の単式ホームを有する地上駅であった。ホームは線路の西側（網走方面に向かって左手側）に存在した。そのほか、本線の網走方から分岐し駅舎北側への側線を1線有していた。かつては2面2線の相対式ホームを有する、列車交換可能な交換駅であった。1983年（昭和58年）時点では使われなくなった対向ホーム側の1線は交換設備運用廃止後も転轍機が中湧別方、網走方の両方向とも撤去された形で側線として残っていた（ホームも撤去されていた）。ホーム前後の線路は、転轍機の名残で湾曲していた。
無人駅となっていたが、有人駅時代の駅舎が残っていた。駅舎は構内の東側に位置し、ホームに接していた。木造モルタルで白く塗装された駅舎であった。駅自体は完全無人であったが、駅近隣の個人が乗車券を取り扱う簡易委託駅となっていた。受託者は駅附近の民宿経営者で、駅舎内で宿泊案内を行う場合もあったという。

## 利用状況
乗車人員の推移は以下のとおり。年間の値のみ判明している年については、当該年度の日数で除した値を括弧書きで1日平均欄に示す。乗降人員のみが判明している場合は、1/2した値を括弧書きで記した。
| 年度               | 乗車人員 | 乗車人員 | 出典  | 備考 |
| 年度               | 年間     | 1日平均  | 出典  | 備考 |
| ------------------ | -------- | -------- | ----- | ---- |
| 1978年（昭和53年） |          | 82       | [ 6 ] |      |

## 駅周辺
駅前には農協ストアや商店街があった。
- 国道238号（オホーツク国道）[7]
- 北海道道103号留辺蘂浜佐呂間線
- 北海道道858号キムアネップ岬浜佐呂間線[7]
- 佐呂間大橋（国道238号）
- 郷土資料館 - 駅から北東に約5.7km[5]。
- 佐呂間別川[7]
- サロマ湖 - 駅から北に約0.7km[5][7]。
- キムアネップ岬 - 駅から北西に約6.5km[5][7]。ハマナスやサンゴ草の原生花園。
- 佐呂間町ふれあいバス「浜佐呂間」停留所

## 駅跡
駅舎と駅構内施設は早々と撤去され、駅跡地には幾つかの町有施設が新たに整備されており、駅や周辺の線路跡は見る影もなくなっている。
1999年（平成11年）時点では当駅跡から仁倉駅寄りのイワケシュケコマナイ川に架かっていた橋のコンクリートの橋台が残存しており、2010年（平成22年）時点、2011年（平成23年）時点でも同様であった。理由は不明だが片側のみであった。

## 隣の駅
日本国有鉄道
湧網線
仁倉駅 - 浜佐呂間駅 - 北見富丘駅